# Obturateur (photographie)
Pour les articles homonymes, voir Obturateur.

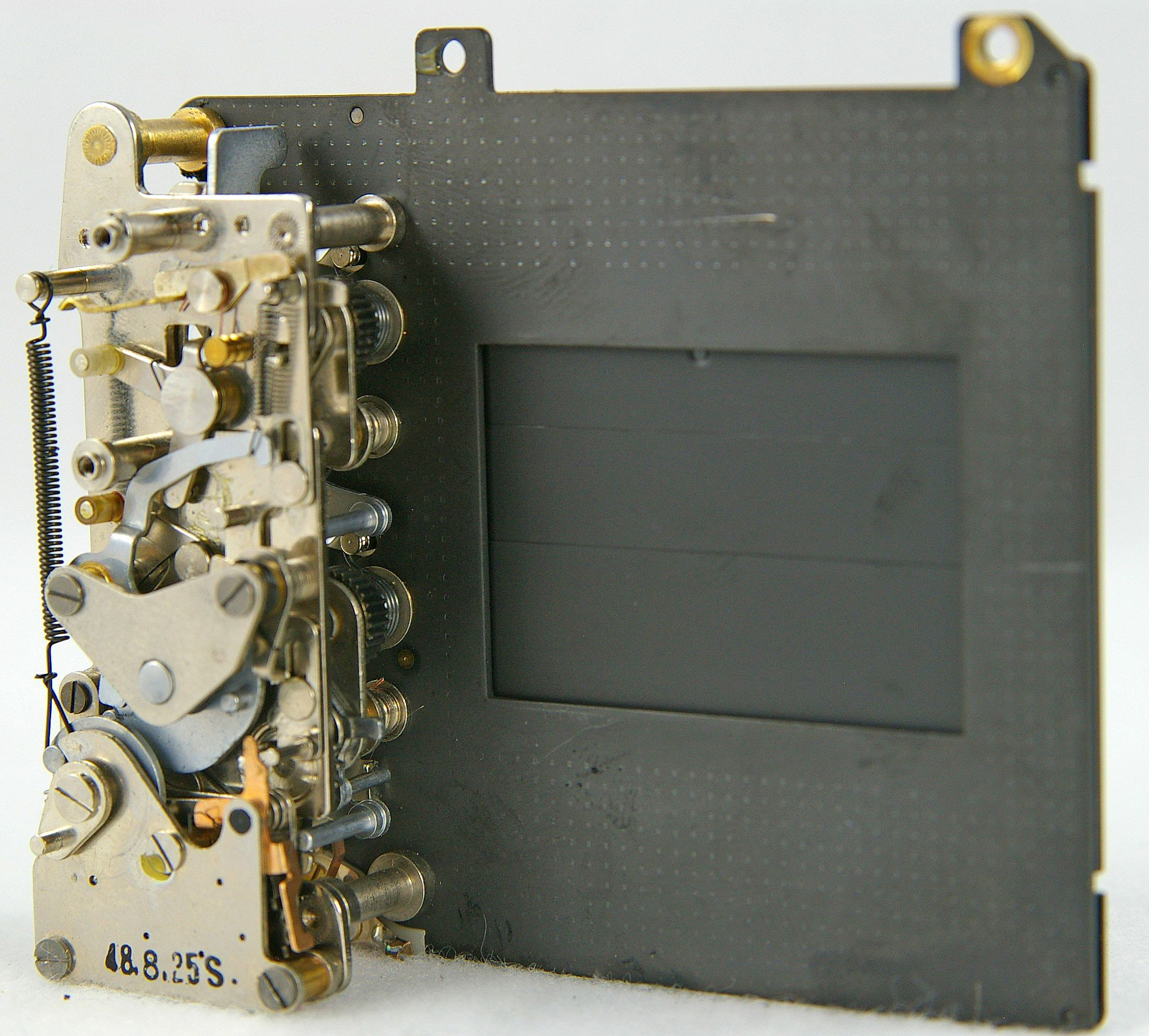
Un obturateur plan focal. Les rideaux au centre s'ouvrent.

L'obturateur est une pièce mécanique utilisée dans les appareils photographiques ou les caméras, placée entre l'objectif et le capteur ou la pellicule.
L'obturateur permet de laisser passer temporairement la lumière issue de la scène et traversant l'objectif avant qu'elle ne soit captée par le dispositif argentique ou numérique, en faisant varier le temps de pose et donc la durée d'exposition. Il est maintenu en position fermée lorsqu'il n'est pas sollicité.
Il existe trois types d'obturateurs :
- l'obturateur plan focal ;
- l'obturateur central ;
- l'obturateur à disque mobile utilisé principalement en prise de vues cinématographique et en projection cinématographique.

## Histoire
L'importance du rôle de l'obturateur a crû avec l'augmentation de la sensibilité des surfaces sensibles. Jusqu'à l'apparition du procédé au collodion humide en 1855, un simple bouchon d'objectif, retiré et remis en place sous contrôle d'un chronomètre, était suffisant pour des temps de pose qui se comptaient en secondes ; mais les plaques sèches (en 1880), le film en rouleau (en 1884) et le premier film Kodak (en 1888) imposent l'emploi d'obturateurs de plus en plus précis dans le domaine des fractions de seconde.

## Synchronisation des lampes-flash
Les obturateurs modernes possèdent un dispositif de contact électrique destiné à provoquer l'allumage des lampes-flash magnésiques ou l'amorçage de l'arc des lampes-flash électroniques. Cependant, un décalage — de valeur variable suivant les types de lampes — doit être prévu entre l'instant de la commande de l'obturateur et celui de la fermeture du contact électrique. En effet, la mise en combustion complète du contenu de l'ampoule magnésique n'est pas instantanée, et une avance à l'allumage est nécessaire : correspond au réglage « M » du levier porté par l'obturateur. En revanche, l'émission de l'éclair du flash électronique est instantanément obtenue : c'est le réglage « X » des obturateurs centraux.
Les obturateurs à rideaux posent un problème particulier : la vitesse maximum utilisable pour une photo au flash est la dernière vitesse ou le deuxième rideau ne démarre qu'après que le premier rideau a terminé sa course. Cette vitesse de synchro flash est un maximum, mais rien n'interdit d'utiliser des vitesses plus lentes, l'important étant que toute la zone image soit accessible à la lumière au moment de l'éclair.